# Guvernoratul Hebron
Guvernoratul Hebron (Arabă: محافظة الخليل‎) este unul dintre guvernoratele Autorității Palestiniene, aflat în sudul Cisiordaniei. Suprafața guvernoratului este de 1,060 kilometri pătrați, în care intră și o parte din Marea Moartă.
Conform Biroului Central de Statistică Palestinian (BCSP), populația districtului era de  542,593 locuitori în anul 2006, făcându-l cel mai mare guvernorat din Palestina Capitala sa este orașul Hebron.

## Localități

### Orașe
- Dura
- Halhul
- Hebron (capitala)
- Yatta
- ad-Dhahiriya

### Municipalități
| - Bani Na'im - Beit 'Awwa - Beit Ula - Beit Ummar - Deir Sammit - Idhna - Kharas | - Nuba - Sa'ir - as-Samu - Surif - Tarqumiya - Taffuh |  |

### Consilii sătești
| - Beit 'Amra - Beit Einun - Beit Kahil - Beit ar-Rush al-Fauqa - al-Burj - Deir al-'Asal al-Fauqa - ad-Duwwara - Hadab al-Fawwar - al-Heila - Hureiz - Imreish - Jab'a - Karma - al-Karmil - Khalet al-Maiyya - Khursa | - al-Kum - Khirbet Safa - Khirbat al-Simia - Kuseis - al-Majd - Qalqas - Qila - al-Ramadien - ar-Rihiya - ash-Shuyukh - Shuyukh al-Arrub - as-Sura - at-Tabaqa - al-Uddeisa - Zif |  |

### Tabere de refugiu
- al-Arroub
- al-Fawwar